# Luleå HF
Luleå HF er en svensk ishockeyklub beliggende i Luleå i Norrbottens län. Klubben spiller i den bedste svenske række, Svenska Hockeyligan. Den spiller sine hjemmekampe i Coop Norrbotten Arena der har plads til 6300 tilskuere ved ishockeykampe.

## Historie
Klubben blev dannet i 1977 under navnet "GroKo hockey" som resultatet af en sammenlægning af IFK Luleå og Luleå SK. I 1979 skiftede klubben navn til Luleå hockeyförening eller Luleå HF.
Luleå HF har spillet i den bedste svenske ishockeyrække Svenska Hockeyligan siden sæsonen 1984-85. Klubben har vundet to svenske mesterskaber, nemlig i 1995-96 og i 2024-25.

## 'Fredede' numre
- Nr 12 – Johan Strömwall
- Nr 22 – Hans Norberg – (Dette nummer er fredet som følge af en ulykke der efterlod Norberg lam fra livet og nedefter.)